# Weasdale
Weasdale – osada w Anglii, w Kumbrii. Leży 60 km na południowy wschód od miasta Carlisle i 361 km na północny zachód od Londynu.